# Victor Duquesnay
Pour les articles homonymes, voir Duquesnay.
Victor Duquesnay, né le 3 janvier 1872 au Marin et mort en 1920, est un poète martiniquais. 

## Biographie
Issu d'une famille de notables du Marin, Victor Alfred Louis Marie Constant Duquesnay naît en 1872, fils de Louis Alexandre Valcourt Duquesnay, propriétaire, et d'Anélise Angélina Richaume Lacour, son épouse. En 1898, devenu commis des contributions, il se marie au Marin.
Représentant aux côtés de Daniel Thaly de la littérature antillaise du début du siècle, Victor Duquesnay est un poète qui utilise diverses formes pour réaliser des « paysages littéraires » de l'île et interroger les influences diverses amenées par la colonisation. Ses œuvres les plus connues sont Les Martiniquaises et Les Chansons des Isles.

## Œuvre
- Les Martiniquaises : marine et paysages ; Heures tragiques ; les Lucioles ; Ricochets ; Au fils des amours, Paris, Fischbacher, 1903[3]